# Dante Cittadini
Dante Cittadini (San Pedro, 2 de octubre de 2001) es un regatista argentino. Comenzó a navegar a los cinco años con un Optimist, donde con tan solo 11 años fue Campeón Norteamericano de Optimist en 2013, después fue campeón sudamericano en 2014 y terminó cuarto en el Mundial de Polonia en 2015.
En 2017 se pasó a la clase 29er finalizando noveno en la Flota de Plata del Mundial de Long Beach, Estados Unidos.
En 2018 junto a Teresa Romairone comenzaron a navegar en Nacra 15 en vistas a los Juegos Olímpicos de la Juventud 2018. En abril consiguieron la clasificación a dichos juegos al finalizar cuartos en el mundial en Barcelona.
Fueron Campeones en el Mundial Juvenil de Corpus Christi (Estados Unidos) y Campeones Europeos de Nacra 15 en el Lago de Como, Italia. Además, en mayo de 2018 ganaron el Campeonato "Dutch Youth Regatta" en Workum (Países Bajos).
Cittadini fue el abanderado de la delegación argentina en la ceremonia de apertura de los Juegos Olímpicos de la Juventud 2018. El 13 de octubre de ese año, ganó la medalla de oro en la categoría Nacra 15 junto a Teresa Romairone luego de acumular 37 puntos en las 13 regatas.
Actualmente, Cittadini esta navegando en Nacra 17 en busca de una plaza para los Juegos Olímpicos de París 2024. Además, es timonel del Equipo Argentino en la clase 69F, donde obtuvo el Subcampeonato en la Youth Foiling Gold Cup 2021, además de salir Campeón en la Etapa 1 de la YFGC 2022 realizada en Miami (clasificando a la Grand Final a disputarse en noviembre en Barcelona) y Subcampeón de la Etapa 4 realizada en Torbole, Lago di Garda.

## Juegos Olímpicos
Ha participado en un Juego Olímpico Juvenil (2018), obteniendo medalla de oro en 2018.
- Buenos Aires 2018: Medalla de Oro en Nacra 15

## Reconocimientos
- Premio revelación de Clarín en 2015.[6]
- Premio Perla Deportiva en Yachting 2014, 2015, 2016 y 2018.

- Sportman de la clase Optimist en 2016.
- Premios Jorge Newbery en Yachting 2018.

- Premios Olimpia de Plata en Yachting 2018.
- Premio LIDE Future of Sport 2019.